# 1836 Komarov
1836 Komarov (tên chỉ định 1971 OT) là một tiểu hành tinh vành đai chính được phát hiện ngày 26 tháng 7 năm 1971 bởi N. Chernykh ở Đài vật lý thiên văn Crimean, USSR. Nó được đặt theo tên cosmonaut Vladimir Mikhaylovich Komarov.